# Knut Lindström
Knut Wilhelm Lindström, född 6 april 1916 i Göteborg, död 29 augusti 1990 i Västra Frölunda, var en svensk målare. 
Lindström var son till kommunalarbetaren Olof Edvard Lindström och Ida Kristiansson och från 1949 gift med Dagmar Nilsson (1918–2005). Han studerade konst för Nils Nilsson vid Valands målarskola i Göteborg 1941–1944. Separat ställde han ut 1946 på Olsens konstsalong i Göteborg och 1949 på konstsalongen Modern konst i hemmiljö i Stockholm. Tillsammans med Lennart Wilkmar ställde han ut på Galleri Aveny i Göteborg 1950 och tillsammans med Helge Lindahl, Olof Leyman och Bengt Blomqvist i Göteborg 1953[var?]. Han medverkade även i samlingsutställningar med Göteborgs konstförening på Göteborgs konsthall. Hans konst består av stilleben, landskap, skogsinteriörer och porträtt i stark kolorit, påverkad av den västsvenska kolorittraditionen från Ivan Ivarson och Inge Schiöler. Lindström är representerad vid Länsmuseet Gävleborg och Borås konstmuseum. Makarna Lindström är begravda på Hönö kyrkogård.   